# Hydrokenomikrolith
Hydrokenomikrolith ist ein sehr seltenes Mineral aus der Mineralklasse der Oxide und Hydroxide. Es kristallisiert im kubischen Kristallsystem mit der Zusammensetzung (◻,H2O)2Ta2(O,OH)6(H2O).
Hydrokenomikrolith findet sich in Form von idiomorphen, homogenen, oktaedrischen Kristallen bis zu 1,5 mm Größe in einem Pegmatit in der Zinn-Tantal-reichen Pegmatitprovinz „São João del-Rei“ in Brasilien. Gemeinsame Typlokalität sind der Pegmatit „Volta Grande“ (Koordinaten des Pegmatits „Volta Grande“) bei Nazareno in Minas Gerais, sowie der Pegmatit „Alto do Giz“ bei Equador in der Pegmatitprovinz „Borborema“, Rio Grande do Norte, beide in Brasilien.

## Etymologie und Geschichte
In Schwermineralkonzentraten aus dem Pegmatit „Volta Grande“ bei Nazareno im brasilianischen Bundesstaat Minas Gerais wurden Kristalle entdeckt, die sich nach Ermittlung der physikalischen, chemischen und röntgendiffraktometrischen Eigenschaften als neuer Vertreter der neuen Pyrochlor-Obergruppe (Pyrochlor-Supergruppe) erwiesen. Das neue Mineral wurde der International Mineralogical Association (IMA) vorgelegt, die es im November 2011 unter der vorläufigen Bezeichnung „IMA 2011-103“ anerkannte. Die wissenschaftliche Erstbeschreibung dieses Minerals erfolgte im Jahre 2013 durch ein brasilianisch-russisches Forscherteam mit Marcelo B. Andrade, Daniel Atencio, Nikita V. Chukanov und Javier Ellena im US-amerikanischen Wissenschaftsmagazin „The American Mineralogist“. Die Autoren benannten das neue Mineral in Übereinstimmung mit der Nomenklatur der Pyrochlor-Obergruppe aufgrund seiner chemischen Zusammensetzung mit einer durch Vakanzen dominierten A-Position, durch Ta dominierten B-Position sowie durch H2O dominierten Y-Position als Hydrokenomikrolith (englisch Hydrokenomicrolite).
Im Jahre 2010 wurde seitens der IMA eine neue Nomenklatur für die Minerale der neu definierten Pyrochlor-Obergruppe bzw. Pyrochlor-Supergruppe vorgelegt. Darin wurde „Hydrokenomikrolith“ bereits avisiert und auf vorhandene chemische Daten verwiesen. Als anerkanntes Mineral wurde es bereits 2013 von Andrew G. Christy & Daniel Atencio aufgelistet. Bei der Neudefinition der Pyrochlor-Obergruppe wurde festgestellt, dass sowohl der „Bariomikrolith“ von Donald D. Hogarth (1977) als auch der „Rijkeboerit“ von Adriaan Hendrik van der Veen (1963) nicht genug Barium enthalten, um eine etwaige Benennung als „Hydrobariomikrolith“ zu rechtfertigen. Die „Bariomikrolith“-Typstufe ist auf der A-Position □-dominant und auf der Y-Position H2O-dominant, so dass sich bei ihr wahrscheinlich ebenfalls um Hydrokenomikrolith handelt. Die Bezeichnung „Bariomikrolith“ wurde diskreditiert. Auch bei dem von Hartmut Beurlen und Kollegen im Jahre 2005 untersuchten „Bariomikrolith“ handelt es sich wahrscheinlich um Hydrokenomikrolith.
Der 1986 von T. Scott Ercit, Petr Černý und Frank C. Hawthorne beschriebene „Parabariomikrolith“ hat sich als identisch mit dem Polytyp Hydrokenomikrolith-3R erwiesen; der Name „Parabariomikrolith“ wurde deshalb ebenfalls diskreditiert. Infolge der Diskreditierung des „Parabariomikroliths“ besitzt der Hydrokenomikrolith zwei gemeinsame Typlokalitäten. Neben dem Pegmatit „Volta Grande“ (Typlokalität für den Polytyp Hydrokenomikrolith-3C) ist dies auch der Pegmatit „Alto do Giz“ (Typlokalität für den Polytyp Hydrokenomikrolith-3R) im Equador Co. im brasilianischen Bundesstaat Rio Grande do Norte, der sich 2 km südlich der die beiden Städte Equador und Parelhas verbindenden Hauptstraße befindet.
Das Typmaterial für Hydrokenomikrolith wird unter der Katalognummer DR725 (Cotyp, Polytyp Hydrokenomikrolith-3C) in der Sammlung des „Museu de Geociências“ am „Instituto de Geociências“, Universidade de São Paulo in São Paulo, Bundesstaat São Paulo (Bundesstaat), Brasilien, aufbewahrt. Das Typmaterial für die Cotyp-Stufen des Hydrokenomikroliths-3R befinden sich im Royal Ontario Museum in Toronto, Ontario, Kanada (Katalognummer M22607), und in der Sammlung des zur Smithsonian Institution gehörenden National Museum of Natural History, Washington, D.C., USA (Katalognummer 104739).

## Klassifikation
Die aktuelle Klassifikation der International Mineralogical Association (IMA) zählt den Hydrokenomikrolith zur Pyrochlor-Obergruppe mit der allgemeinen Formel A2–mB2X6–wY1–n, in der A, B, X und Y unterschiedliche Positionen in der Struktur der Minerale der Pyrochlor-Obergruppe mit A = Na, Ca, Sr, Pb2+, Sn2+, Sb3+, Y, U, □, oder H2O; B = Ta, Nb, Ti, Sb5+ oder W; X = O, OH oder F und Y = OH−, F, O, □, H2O oder sehr große (>> 1,0 Å) einwertige Kationen wie K, Cs oder Rb repräsentieren. Zur Pyrochlor-Obergruppe gehören neben Hydrokenomikrolith noch Fluorcalciomikrolith, Fluornatromikrolith, Hydroxykenomikrolith, Hydroxycalciomikrolith, Kenoplumbomikrolith, Oxynatromikrolith, Oxystannomikrolith, Oxystibiomikrolith, Cesiokenopyrochlor, Fluorcalciopyrochlor, Fluornatropyrochlor, Hydrokenopyrochlor, Hydropyrochlor, Hydroxycalciopyrochlor, Hydroxykenopyrochlor, Hydroxymanganopyrochlor, Hydroxynatropyrochlor, Oxycalciopyrochlor, Fluorcalcioroméit, Hydroxycalcioroméit, Hydroxyferroroméit, Oxycalcioroméit, Oxyplumboroméit, Hydrokenoelsmoreit, Hydroxykenoelsmoreit, Fluornatrocoulsellit und Hydrokenoralstonit.
Hydrokenomikrolith bildet zusammen mit Fluorcalciomikrolith, Fluornatromikrolith, Hydroxycalciomikrolith, Hydroxykenomikrolith, Kenoplumbomikrolith, Oxynatromikrolith, Oxystibiomikrolith und Oxystannomikrolith innerhalb der Pyrochlor-Obergruppe die Mikrolithgruppe.
Die mittlerweile veraltete, aber teilweise noch gebräuchliche 8. Auflage der Mineralsystematik nach Strunz führt den Hydrokenomikrolith noch nicht auf. Er würde zur Mineralklasse der „Oxide und Hydroxide“ und dort zur allgemeinen Abteilung der „Oxide mit Verhältnis Metall : Sauerstoff = 2 : 3 (M2O3 und verwandte Verbindungen)“ gehören, wo er zusammen mit Bariomikrolith (diskreditiert 2010), möglicherweise Hydrokenomikrolith, Bismutomikrolith (diskreditiert 2010), Fluornatromikrolith, Mikrolith, Natrobistantit, Plumbomikrolith, Stannomikrolith, Stibiomikrolith und Uranmikrolith die „Pyrochlor-Gruppe, Mikrolith-Untergruppe“ mit der System-Nr. IV/C.18 gebildet hätte.
Die seit 2001 gültige und von der International Mineralogical Association (IMA) verwendete 9. Auflage der Strunz’schen Mineralsystematik ordnet den Hydrokenomikrolith in die Abteilung der „Oxide mit dem Stoffmengenverhältnis Metall : Sauerstoff = 1 : 2 und vergleichbare“ ein. Diese ist weiter unterteilt nach der relativen Größe der beteiligten Kationen und der Kristallstruktur, so dass das Mineral entsprechend seiner Zusammensetzung und seinem Aufbau in der Unterabteilung „Mit großen (± mittelgroßen) Kationen; Lagen kantenverknüpfter Oktaeder“ zu finden ist, wo es zusammen mit allen Vertretern der Pyrochlor-, Mikrolith-, Betafit-, Roméit- und Elsmoreitgruppen die Pyrochlor-Übergruppe mit der System-Nr. 4.DH.15 bildet. Hydrokenomikrolith ist dabei zusammen mit Fluorcalciomikrolith, Fluornatromikrolith, Hydroxykenomikrolith, Hydromikrolith, Kenoplumbomikrolith, Oxycalciomikrolith, Oxystannomikrolith (ehemals Stannomikrolith) und Oxystibiomikrolith (ehemals Stibiomikrolith) in der Mikrolithgruppe zu finden.
Auch die vorwiegend im englischen Sprachraum gebräuchliche Systematik der Minerale nach Dana kennt den Hydrokenomikrolith noch nicht. Er würde, genau wie der mittlerweile diskreditierte Bariomikrolith, in die Klasse der „Oxide und Hydroxide“ und dort in die Abteilung der „Mehrfachen Oxide mit Nb, Ta und Ti“ eingeordnet werden. Hier wäre er in der „Mikrolith-Untergruppe; Ta>Nb;(Ta+Nb)>2(Ti)“ mit der System-Nr. 08.02.02 innerhalb der Unterabteilung der „Mehrfache Oxiden mit Nb, Ta und Ti mit der Formel A2(B2O6)(O,OH,F)“ zu finden.

## Chemismus
Drei Mikrosondenanalysen an Hydrokenomikrolith aus dem Pegmatit „Volta Grande“ ergaben Mittelwerte von 0,12 % CaO; 0,27 % MnO; 4,88 % SrO; 8,63 % BaO; 0,52 % PbO; 0,52 % La2O3; 0,49 % Ce2O3; 0,55 % Nd2O3; 0,57 % Bi2O3; 4,54 % UO2; 0,18 % TiO2; 2,60 % SnO2; 2,18 % Nb2O5; 66,33 % Ta2O5; 0,46 % SiO2; 0,67 % Cs2O sowie 4,84 % H2O (bestimmt über Gaschromatographie). Auf der Basis von zwei Kationen auf der B-Position wurde die empirische Formel [◻0,71(H2O)0,48Ba0,33Sr0,27U0,10Mn0,02Nd0,02Ce0,02La0,02Ca0,01Bi0,01Pb0,01]Σ=2,00(Ta1,75Nb0,10Sn0,10Si0,04Ti0,01)Σ=2,00[O5,77(OH)0,23]Σ=6,00[(H2O)0,97Cs0,03]Σ=1,00 ermittelt, die zu (◻,H2O)2Ta2(O,OH)6(H2O) vereinfacht wurde. Das ladungsausgeglichene Endglied besitzt die Zusammensetzung ◻2Ta2[O4(OH)2](H2O).
Innerhalb der Pyrochlor-Obergruppe sind theoretisch durch die vier verschiedenen zu besetzenden Positionen eine Vielzahl von Substitutionsmöglichkeiten vorhanden.
Hydrokenomikrolith ist das H2O-dominante Analogon zum OH-dominierten Hydroxykenomikrolith. Er kann z. B. auch als das Fehlstellen- und H2O-dominante Analogon zum O- und Sn2+-dominierten Oxystannomikrolith bzw. zum O- und Sb3+-dominierten Oxystibiomikrolith aufgefasst werden. Untergruppenübergreifend stellt Hydrokenomikrolith das Ta-dominante Analogon zum W-dominierten Hydrokenoelsmoreit dar.

## Kristallstruktur
Hydrokenomikrolith kristallisiert im kubischen Kristallsystem in der Raumgruppe Fd3m (Raumgruppen-Nr. 227) mit dem Gitterparameter a = 10,454 Å sowie acht Formeleinheiten pro Elementarzelle.
Wie bei allen Vertretern der Pyrochlor-Obergruppe besteht die Kristallstruktur des Hydrokenomikroliths aus – in diesem Falle – Ta(O,OH)6-Oktaedern mit gemeinsamen Ecken, die Schichten aus Dreier- und Sechserringen parallel [110] bilden. In diesen Schichten finden sich Kanäle in Richtung 110, welche die Wassermoleküle und die auf der A-Position sitzenden Atome wie Ba und Sr aufnehmen. Die Ta(O,OH)6-Oktaeder sind über alle Ecken miteinander verknüpft.

## Eigenschaften

### Morphologie
Hydrokenomikrolith fand sich an seiner Typlokalität nur innerhalb von Schwermineralkonzentraten. Er kam hier in Form von 0,2 bis 1,5 mm großen Kristallen vor, deren Tracht entweder nur aus dem Oktaeder {111} oder aus dem durch kleine Flächen des Rhombendodekaeders {110} modifizierten Oktaedern besteht (vergleiche die nebenstehenden Kristallzeichnungen). Die Kristalle sind homogen und weisen keine Einschlüsse anderer Minerale auf. Bariomikrolith fand sich in Verwachsungen mit „Mikrolith“ und ist zumindest teilweise metamikt. „Parabariomikrolith“ bildet individuelle Kristalle bis 0,1 mm Größe, die topotaktisch bis 1 cm große „Mikrolith“-Kristalle verdrängen.

### Physikalische und chemische Eigenschaften
Die Kristalle des Hydrokenomikroliths sind rosabraun, ihre Strichfarbe ist dagegen immer weiß. Die Oberflächen des durchscheinenden Hydrokenomikroliths zeigen einen harz- bis diamantartigen Glanz, was sehr gut mit dem sehr hohen Wert für die Lichtbrechung (n = 2,141 (gemessen); n = 2,055 (berechnet)) übereinstimmt.
Hydrokenomikrolith weist keine Spaltbarkeit auf. Aufgrund seiner Sprödigkeit bricht er aber ähnlich wie Quarz, wobei die Bruchflächen muschelig ausgebildet sind.
Mit einer Mohshärte von 4,5 bis 5 gehört das Mineral zu den mittelharten Mineralen und lässt sich wie das Referenzmineral Apatit mit einem Taschenmesser noch mehr oder weniger gut ritzen. Die Vickershärte wurde mit VHS100g = 485–498 kg/mm² ermittelt. Die berechnete Dichte für Hydrokenomikrolith beträgt 6,666 g/cm³. Hydrokenomikrolith zeigt weder im langwelligen noch im kurzwelligen UV-Licht eine Fluoreszenz.

## Modifikationen und Varietäten
Neben dem kubischen Polytyp Hydrokenomikrolith-3C, für den die Eigenschaften in der oben dargestellten Infobox gelten, existiert mit Hydrokenomikrolith-3R noch ein trigonaler Polytyp. Dieser Polytyp kristallisiert im trigonalen Kristallsystem in der Raumgruppe R3m (Raumgruppen-Nr. 166) mit den Gitterparametern a = 7,4290 Å und c = 18,505 Å sowie drei Formeleinheiten pro Elementarzelle.
Hydrokenomikrolith-3R besitzt die empirische Formel [□1,49Ba0,36Na0,07Sr0,04K0,03Pb0,01]Σ=2,00(Ta1,94Nb0,06)Σ=2,00[O4,92(OH)1,08]Σ=6,00(H2O)1,00, die zu □2Ta2[O,(OH)]6(H2O) idealisiert werden kann.

## Bildung und Fundorte
Hydrokenomikrolith wurde in Schwermineralkonzentraten aus einem an Lithium und Rubidium reichen, zonierten Seltenmetallpegmatit gefunden, so dass seine genetische Stellung unklar ist. Da hier Verwachsungen zwischen Fluorcalciomikrolith und Hydrokenomikrolith existieren, läge die Vermutung nahe, dass Hydrokenomikrolith ein Alterationsprodukt von Fluorcalciomikrolith ist. Allerdings sind alle bekannten Kristalle des Hydrokenomikroliths homogen, was gegen eine derartige Annahme spricht. „Bariomikrolith“ wurde ebenfalls nur aus Schwermineralkonzentraten erstbeschrieben, wo er Verwachsungen mit Mikrolith bildet. Andererseits wurde „Parabariomicrolith“ als topotaktische Verdrängung von Mikrolith-Kristallen beschrieben. Insgesamt liegen damit eher Indikationen für eine sekundäre Bildung vor. Generell stellt der Hydrokenomikrolith innerhalb des Pegmatits „Volta Grande“ eine akzessorische Komponente dar.
Typische Begleitminerale des Hydrokenomikroliths an der Typlokalität sind Fluorcalciomikrolith sowie Mikroklin, Albit, Quarz, Muskovit, Spodumen, „Lepidolith“, Kassiterit, Tantalit-(Mn), Monazit-(Ce), Fluorit, „Apatit“, Beryll, „Granat“, Epidot, Magnetit, Gahnit, Zirkon, „Turmalin“ und Bityit. Für Bariomikrolith werden als Begleitminerale Mikrolith, „Tantalit“, Kassiterit, Quarz und „Feldspat“, für Parabariomicrolith hingegen Mikrolith, Simpsonit, „Tantalit“, Tantalit-(Mn), Tapiolit, Natrotantit, Alumotantit, Stibiotantalit, Beryll, Spodumen und Petalit angegeben.
Als sehr seltene Mineralbildung konnten die beiden Polytypen des Hydrokenomikroliths bisher (Stand 2018) von drei Fundpunkten beschrieben werden. Die Typlokalität für Hydrokenomikrolith-3C ist der Pegmatit „Volta Grande“ bei Nazareno in der Pegmatitprovinz „São João del-Rei“, Minas Gerais, Brasilien. Die Typlokalität für Hydrokenomikrolith-3R ist hingegen der Pegmatit „Alto do Giz“ bei Equador in der Pegmatitprovinz „Borborema“, Rio Grande do Norte, ebenfalls in Brasilien. Als Typlokalität für den ehemaligen Bariomikrolith bzw. Rijkeboerit stellte der „Claim Chi-Chico“ bei Nazareno in der Pegmatitprovinz São João del-Rei, Minas Gerais, Brasilien, einen weiteren Fundort für Hydrokenomikrolith dar.
Fundstellen für Hydrokenomikrolith aus Deutschland, Österreich und der Schweiz sind damit unbekannt.